# Fluvicola
Fluvicola is een geslacht van zangvogels uit de familie tirannen (Tyrannidae).

## Soorten
Het geslacht kent de volgende soorten:
- Fluvicola albiventer – Zwartrugwatertiran
- Fluvicola nengeta – Maskerwatertiran
- Fluvicola pica – Bonte watertiran